# Тарея (приток Пясины)
Тарея — река в Таймырском Долгано-Ненецком районе Красноярского края России, правый приток Пясины. Длина реки — 309 км, площадь водосборного бассейна — 9400 км².

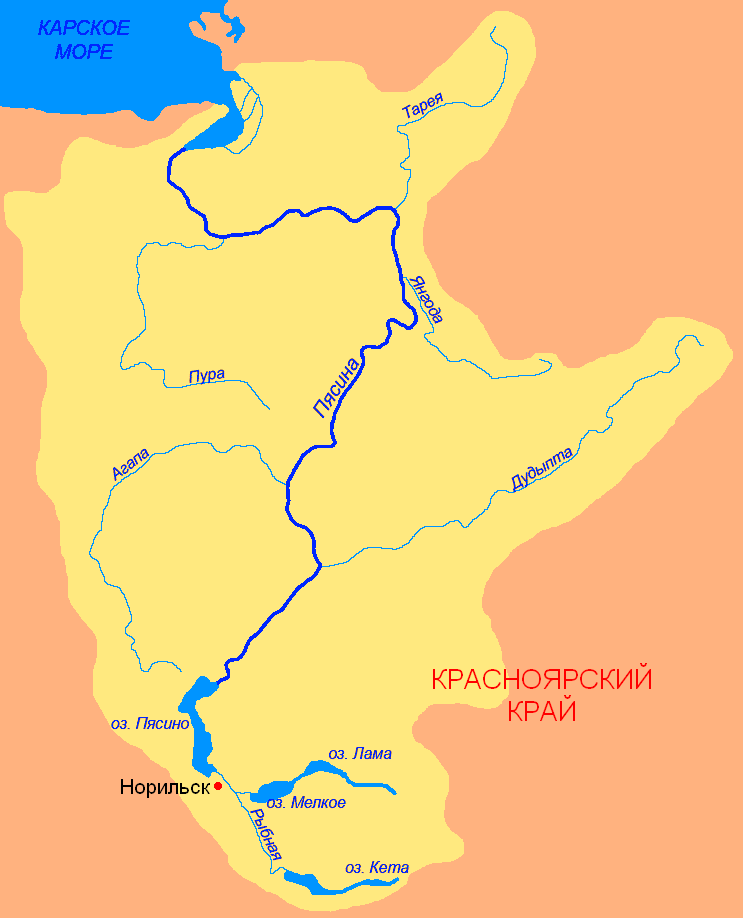
Бассейн Пясины

Исток реки находится в Геологической гряде гор Бырранга на Таймыре на высоте более 219 м над уровнем моря. В верховьях течёт преимущественно на юг. После впадения Климовки поворачивает на юго-запад, а после впадения реки Синедабигай — на запад. С севера огибает озеро Аятурку, из которого принимает сток через реку Аятуркудямо. В среднем течении протекает в юго-западном направлении вдоль гряды Белый Камень, русло расширяется до 115 м. В бассейне ландшафт представляет собой горную и арктическую тундру. В низовьях река вновь устремляется на юг. Впадает в Пясину справа в 309 км от ее устья, выше впадения Бинюды, на высоте 3 м над уровнем моря. В нижнем течении ширина русла достигает 615 м при глубине 2,6 м, скорость течения — 0,3 м/с.

## Основные притоки
Указаны поименованные притоки длиной 30 км и более.
| Название      | Расстояние от устья | Длина | Положение |
| ------------- | ------------------- | ----- | --------- |
| Аркитари      | 14                  | 68    | правый    |
| Селяктари     | 23                  | 105   | левый     |
| Толбато       | 65                  | 56    | правый    |
| Дюрасиму      | 86                  | 58    | правый    |
| Коруелахбигай | 110                 | 83    | правый    |
| Вента         | 168                 | 103   | правый    |
| Хрустальная   | 180                 | 62    | правый    |
| Синедабигай   | 199                 | 36    | левый     |
| Климовка      | 228                 | 30    | левый     |
| Извилистая    | 259                 | 41    | правый    |
| Коралловая    | 265                 | 35    | правый    |

## Данные водного реестра
По данным государственного водного реестра России и геоинформационной системы водохозяйственного районирования территории РФ, подготовленной Федеральным агентством водных ресурсов:
- Бассейновый округ — Енисейский
- Речной бассейн — Пясина
- Речной подбассейн — нет
- Водохозяйственный участок — Пясина и другие реки бассейна Карского моря от восточной границы бассейна Енисейского залива до западной границы бассейна реки Каменная
- Код объекта в государственном водном реестре — 17020000112116100128509[5].